# スエード

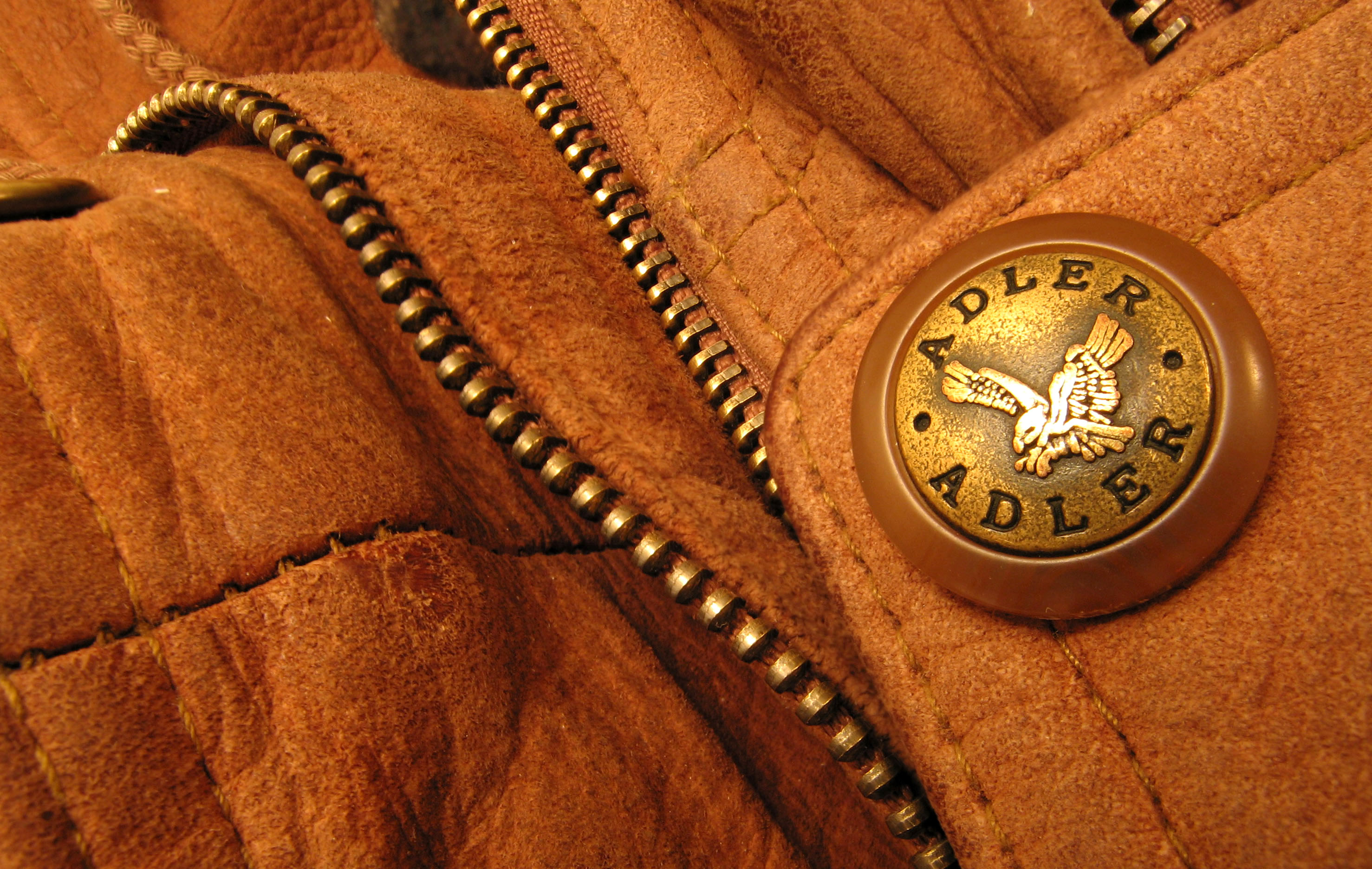
スエードのジャケット

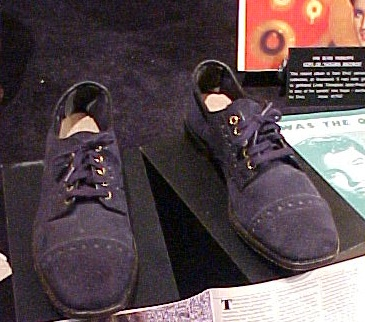
スエードの革靴

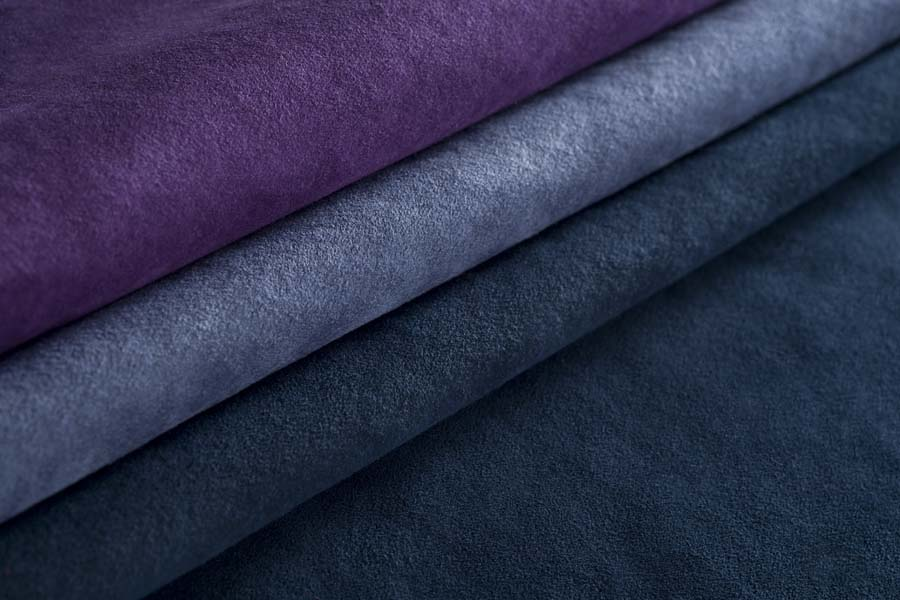
人造皮革スエードのアルカンターラ

スエード（フランス語 suède）は、加工した皮革・合成皮革の一種。
クロムでなめした皮の内側を、回転砥やサンドペーパーなどで磨いて起毛（けば立てること）したもの。子牛や山羊革を主に使い、洋服、手袋、靴などに使われる。スエードは元は「スウェーデン」の意味で、「gants de Suède（スウェーデン手袋）」という言葉から、製法を意味するようになった。人造皮革も存在する。起毛されていないものは表革（銀面革）と呼ばれ、見た目、種類が異なる。
製品そのままでは雨やよごれに弱い革であるため、防汚撥水処理などをユーザーが行う必要がある。撥水処理後は逆に様々な革の中でも撥水性が高いので雨用靴に用いられることも多い。